# Juanma Gárate
Juan Manuel Gárate Cepa (Irún, Guipúzcoa, 24 de abril de 1976), más conocido como Juanma Gárate, es un ciclista español que fue profesional desde 2000 hasta 2014.
Destacan sus actuaciones en el Giro de Italia, carrera en la que terminó 4.º en la clasificación general en 2002, 5.º en 2005 y 7.º en 2006. Además, ganó una etapa en 2006 y la clasificación de la montaña. En el Tour de Francia 2009 logró la victoria en la 20.ª etapa, entre Montélimar y la mítica cima del Mont Ventoux, siendo el segundo español en la historia en vencer en este puerto en el Tour de Francia (tras Julio Jiménez). Con esta última victoria ha conseguido una victoria en cada gran vuelta, un hito complicado de conseguir.

## Biografía

### 2000-2004: Lampre,el hombre delGiro
Juan Manuel Gárate hizo su debut profesional en 2000 con el equipo  Lampre-Daikin. Al año siguiente, demostró ser un especialista muy bueno en las carreras por etapas. En el  Giro de Italia fue muy regular en la montaña quedando en 21.er lugar. En junio, se confirmó en la Vuelta a Suiza. Durante la quinta etapa, acompaña a los mejores del pelotón en la subida de la Col du Saint-Gothar y en beneficio de su líder Gilberto Simoni ataca en varias ocasiones aunque al final ganó la etapa Lance Armstrong. Acabó quinto en la etapa y séptimo en la general a 3' 39" de Lance Armstrong. Anunció su retirada en junio de 2012.
En septiembre, en la Vuelta a España, rápidamente se descolgó de la clasificación general, pero ganó sobre el aguacero de la 14.ª etapa. Así ganó en Vinaroz su primera victoria profesional batiendo a su compatriota Juan Carlos Domínguez.
Al año siguiente, Gárate, confirma su talento. Después de ganar una etapa en el Giro del Trentino, participó de nuevo en el  Giro de Italia, donde se posicionó 27.º justo antes de los empinados puertos de los Apeninos. Terminó 10.º y 11.º de las dos etapas principales de estas montañas. Ganó otro puesto en la general tras la exclusión de Francesco Casagrande una semana antes de la conclusión de la carrera. En los Dolomitas, terminó cuarto en la difícil etapa de Corvara in Badia acabando entre los favoritos y ocupando virtualmente la séptima posición en la general, a sólo 1min 28s. Al día siguiente, terminó tercero en la última etapa de gran montaña, ganada por su compañero de equipo Pavel Tonkov. Beneficiándose de la caída del líder, Cadel Evans, Gárate ocupa el cuarto lugar, justo por delante Pavel Tonkov. En vísperas de la contrarreloj final, Gárate se encuentra a 1' 39" del virtual líder Paolo Savoldelli. Sin embargo sólo puede mantener su cuarto lugar, el cual es su mejor resultado hasta ahora en una gran vuelta.
Menos en forma que el año anterior en la Vuelta a Suiza, ganó la 7.ª etapa con llegada a Vevey batiendo a su compañero de escapada, Gianluca Bortolami quien fue descalificado por realizar un sprint peligroso. A finales de temporada, participó en la  Vuelta a España, pero abandonó en la 15.ª etapa sin haber destacado en la carrera.
En 2003, Gárate ejerce una mala temporada. Padeció una larga lesión de rodilla a principios de la temporada, y no pudo participar en el  Giro de Italia. En 2004, después de hacer un 13.eɽ lugar en la Vuelta al País Vasco y terminó 20.º de la Lieja-Bastogne-Lieja. En el  Giro de Italia, experimenta una suerte diversa en las etapas de media montaña que marca la primera parte de la carrera, Gárate es 17.º a casi 3 minutos de Damiano Cunego en la víspera de la primera contrarreloj. En la 16.ª etapa, la primera etapa de montaña, ataca en el Col. Furcia, a más de 50 km de la meta, pero le cogieron y, finalmente perdió más de 3 minutos. Siendo 13.º en la general a 6 minutos de Damiano Cunego, Gárate dio por perdido definitivamente el Giro. A pesar de una muy buena etapa en la subida de Bormio, (quedando a sólo 35 segundos de Cunego) pierde más tiempo en el Puerto del Mortirolo terminando décimo en la clasificación general.
A finales de temporada, participó de nuevo en la  Vuelta a España, con un poco de éxito más que antes, ya que obtiene el 23.er lugar. Al final de la temporada, salió del equipo  Lampre para fichar por el equipo Saunier Duval-Prodir.

### 2005: Saunier Duval

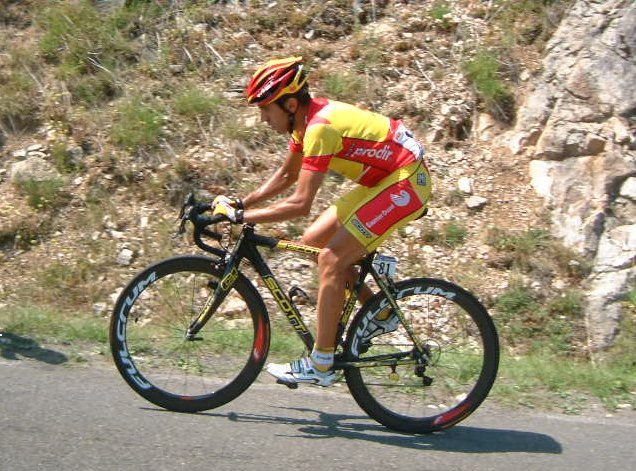
Juanma Gárate con el maillot de campeón de España.

Nuevo equipo, pero con un programa similar: corre su cuarto  Giro de Italia en 2005, una carrera en la que siempre ha tenido éxito. Gárate pierde rápidamente toda posibilidad de victoria ocupando el 13.eɽ lugar de la contrarreloj de Florencia, y luego perder otros tres minutos en la parte superior del Zoldo Alto. A continuación, 12.º de la clasificación a casi 7 minutos parece haber perdido toda posibilidad de ganar el  Giro. Sin embargo, dos días más tarde, se unió junto con su compañero  Rubén Lobato a una escapada en la 13.ª etapa siendo jersey rosa virtual. Rodeado de los corredores del equipo  Selle Italia, terminó segundo en la etapa por detrás de Iván Parra recuperando más de tres minutos. Ganó 7 plazas y por lo tanto se encontraba quinto a 2' 39" de Paolo Savoldelli, precedido solo por Savoldelli, Ivan Basso Danilo Di Luca y Gilberto Simoni. Al día siguiente, a pesar de los esfuerzos, se las arregla para mantener a raya a sus principales rivales y gana a Basso otra posición de la general. En la 17.ª etapa, la que lleva al Col de Tende, Gárate ofrece una valiente resistencia de nuevo, y llevó el sexto lugar, pero es superado en la clasificación por José Rujano. Se mantuvo quinto, pero solo 13s del podio en la víspera de la última etapa de montaña. En el ascenso a Sestriere, acompañó a Paolo Savoldelli, pero no le distanció, y ocupó el cuarto lugar detrás de sus tres principales rivales, Simoni, Di Luca y Rujano. Garate terminó quinto este  Giro.
Un mes más tarde, Gárate gana el título de  campeón de España en ruta, su cuarta victoria profesional. Con el maillot de campeón nacional, estará dos años debido a que el año siguiente se canceló el campeonato. Participó en su primer  Tour de Francia, pero terminó el 66º.

### 2006-2008: Quick Step

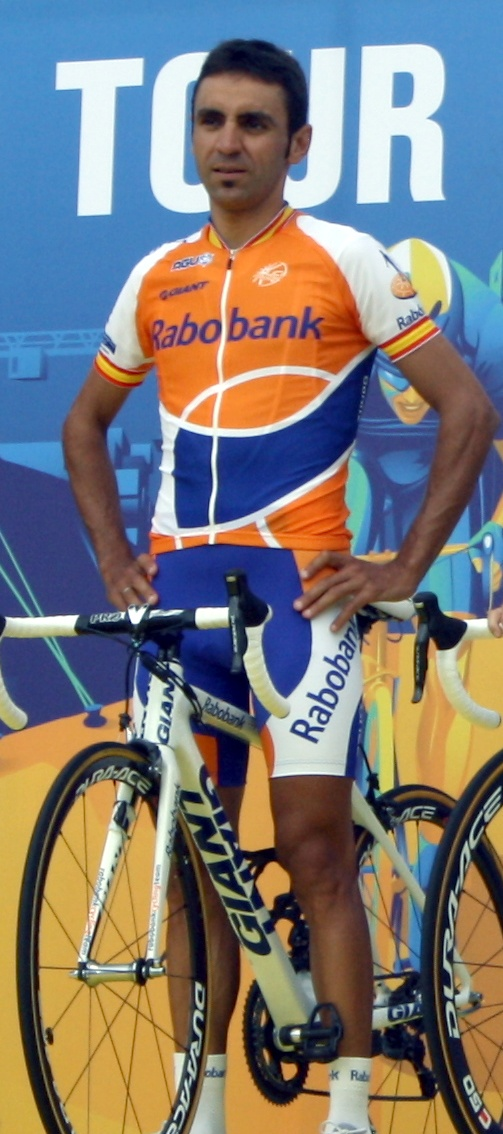
Juanma Gárate en la presentación del Tour de Francia 2010.

En 2006, se unió al equipo Quick Step, con el que participó en su quinto  Giro de Italia. Durante la primera etapa de media montaña, se escapó y atacó a sus compañeros de escapada a 20 kilómetros de la meta, pero es capturado antes de la línea de meta. Después de estos esfuerzos, perdió cuatro minutos respecto a Ivan Basso al día siguiente, a continuación, tres minutos más en la contrarreloj de Pontedera. A mitad del Giro, Gárate sigue siendo 13.º en la general, pero su rendimiento no mejora en los Alpes, donde bajó a la 15.ª plaza casi a 20 minutos de Ivan Basso. Se mete en una escapada a más de 100 km de meta en la etapa más difícil del Giro en los  Dolomitas. Poco a poco fue distanciando a todos sus compañeros de escapada, llegando a la parte superior de la Col. San Pellegrino por delante de Jens Voigt, compañero de equipo de Ivan Basso. Gárate gana su primera etapa en el Giro, terminó séptimo en la general por cuarta vez en la lista de los diez primeros y ganó el premio de la montaña, también valorar su contribución y su ayuda a Paolo Bettini, ganador de una etapa y de la clasificación por puntos. Un mes más tarde, terminó 71.º de su segundo. Tour de Francia.
A partir de 2007, Garate cambió el enfoque de sus carreras. Víctima de una caída en la Vuelta al Algarve, no pudo concentrarse en el  Giro de Italia, y debe correr el  Tour de Francia. Mejoró mucho su estado de forma a partir del mes de junio, terminando el 16.º de la Vuelta a Suiza y quinto en el  campeonato de España de ciclismo en ruta. En el Tour, en las primeras etapas de los Alpes, incluida la séptima en el Le Grand-Bornand, pierde cualquier oportunidad de hacer un buen papel en la general, perdiendo más de 6 minutos en la 9.ª etapa y otros 22 minutos en la 14.ª etapa. Al día siguiente, consigue bastante tiempo de ventaja en una escapada antes de ser superado por Alexandre Vinokourov quedando quinto finalmente debido a que Alexandre Vinokourov, fue descalificado por dopaje. Terminó 21.º en la general final. A raíz del  Tour de Francia, se escapa en la subida final de la Clásica de San Sebastián junto con Leonardo Bertagnolli, y ocupa el segundo lugar por detrás de su compañero, siendo esta su mejor actuación en una clásica. Por último, por primera vez en 3 años, participó en la  Vuelta a España, donde terminó 30.º.
En 2008, después de una buena preparación en la Vuelta a Andalucía, participó en la  París-Niza donde acabó en sexto lugar. Se distinguió de nuevo en abril en el Tour de Romandía, donde, con su séptimo lugar en la 4.ª etapa terminó también séptimo de la general. Después de este éxito, corre el  Giro de Italia, pero concluyó en 37.º lugar, su peor posición en esta carrera. Paradójicamente, en la  Vuelta a España se deja ver por primera vez desde su victoria de etapa en 2001. Después de un decepcionante inicio de la carrera siendo 26.º a más de 29 minutos tras el paso de los Pirineos y de las montañas de Asturias, como ya hizo repetidamente en el  Giro, se escapó en la 15.ª etapa pero solo consiguió el tercer lugar, a pesar de su ataque a 15 kilómetros de la meta. Con esta escapada terminó 15º de la general de la  Vuelta .

### Desde 2009: Rabobank/Belkin
En 2009, Gárate se unió al equipo  Rabobank. Se distinguió de nuevo en la  París-Niza siendo a partir de la tercera etapa segundo en la general, por lo que parece ser uno de los favoritos, pero se derrumbó en la 6ª etapa y concluyó 14º
Pero en el Tour de Francia de ese año, conseguiría la más valiosa victoria de toda su carrera: el 25 de julio de 2009, ganó la 20°etapa, entre Montélimar y el Mont Ventoux, tras una larga escapada y venciendo en los metros finales a Tony Martin, consiguiendo de esta manera ganar en las tres Grandes Vueltas.
Permaneció en el equipo hasta la temporada 2013.

### Problemas en el Belkin y temporada en blanco
Durante el transcurso de la Vuelta a España 2013 fue anunciada su renovación. Sin embargo, al recibir el contrato Gárate detectó que este no se ajustaba a lo que él había pedido en lo que a derechos laborales se refiere (hay que mencionar que muchos corredores tienen contratos de autónomos o se registran en otros países con leyes más laxas en cuanto a los derechos de los trabajadores) que él había solicitado a cambio de una rebaja del 40% en su salario. Gárate pidió entre otras cosas que se le tuviesen en cuenta los 5 años de antigüedad en el Rabobank (para tenerlo en cuenta a la hora de la indemnización por fin de contrato o de diferentes primas por antigüedad) que en el caso de la legislación neerlandesa si finalmente no se hacía efectiva la renovación, al no comunicarle su finalización de contrato en 3 meses, suponía una indemnización de 2 años y medio de contrato. Además, pidió que el equipo le inscribiese como trabajador por cuenta ajena en la Seguridad Social de España haciéndose cargo de los impuestos correspondientes.
Finalmente, para evitar problemas jurídicos, el Belkin le inscribió en mayo pero realmente no recibió la licencia hasta el 4 de agosto. Aunque realmente no llegó a correr ninguna carrera y el equipo le siguió debiendo las cantidades adeudadas del precontrato.

### Despedida
El 22 de diciembre de 2014 anunció su retirada del ciclismo tras quince temporadas como profesional y con 38 años de edad. En la temporada 2016 se confirmó que sería director deportivo del conjunto Team Cannondale-Garmin.

## Palmarés
2001
- 1 etapa de la Vuelta a España

2002
- 1 etapa del Giro del Trentino
- 1 etapa de la Vuelta a Suiza

2005
- Campeón de España en Ruta

2006
- 1 etapa del Giro de Italia, más clasificación de la montaña

2009
- 1 etapa del Tour de Francia

## Resultados en Grandes Vueltas y Campeonatos del Mundo
Durante su carrera deportiva consiguió los siguientes puestos en las Grandes Vueltas y en los Campeonatos del Mundo en carretera:
| Carrera         | Carrera         | 2000 | 2001 | 2002 | 2003 | 2004 | 2005 | 2006 | 2007 | 2008 | 2009 | 2010 | 2011 | 2012 | 2013 | 2014 |
| --------------- | --------------- | ---- | ---- | ---- | ---- | ---- | ---- | ---- | ---- | ---- | ---- | ---- | ---- | ---- | ---- | ---- |
|                 | Giro de Italia  | —    | 20.º | 4.º  | —    | 10.º | 5.º  | 7.º  | —    | 37.º | —    | —    | —    | 59.º | 31.º | —    |
|                 | Tour de Francia | —    | —    | —    | —    | —    | 66.º | 71.º | 21.º | —    | 62.º | 35.º | Ab.  | —    | —    | —    |
|                 | Vuelta a España | 62.º | 37.º | Ab.  | 69.º | 23.º | —    | —    | 30.º | 15.º | 38.º | 46.º | 66.º | 42.º | 71.º | —    |
| Mundial en Ruta | Mundial en Ruta | —    | —    | —    | —    | —    | —    | —    | —    | Ab.  | —    | —    | —    | —    | —    | —    |

—: No participa

Ab.: Abandono

## Equipos
- Lampre (2000-2004)
  - Lampre-Daikin (2000-2002)
  - Lampre (2003-2004)
- Saunier Duval-Prodir (2005)
- Quick Step-Innergetic (2006-2008)
- Rabobank/Blanco/Belkin (2009-2014)
  - Rabobank (2009-2010)
  - Rabobank Cycling Team (2011-2012)
  - Blanco Pro Cycling Team (2013-2014)[23]